# Nick Palmieri
Pour les articles homonymes, voir Palmieri.
Nick Palmieri (né le 12 juillet 1989 à Utica, État de New York aux États-Unis) est un joueur de hockey sur glace professionnel américain.

## Biographie

### Carrière en club
Choix du 3e tour des Devils du New Jersey lors du repêchage de la Ligue nationale de hockey en 2007. Il joua son hockey junior dans la Ligue de hockey de l'Ontario au Canada entre 2005 et 2009.
Il joua ses premières parties professionnelles au terme de la saison 2007-2008 en intégrant l'effectif des Devils de Lowell pour y terminer la saison. Il retourna une autre saison junior avant de revenir dans l'organisation des Devils. Au début de l'année 2010, il joua ses premières parties dans la LNH.
Le 4 février 2013, le Wild du Minnesota échange Palmieri aux Rangers de New York avec Darroll Powe contre Michael Rupp.

### Carrière internationale
Il représente les États-Unis au niveau international.

## Statistiques

### En club
| Saison     | Équipe               | Ligue      |    | Saison régulière | Saison régulière | Saison régulière | Saison régulière | Saison régulière |    | Séries éliminatoires | Séries éliminatoires | Séries éliminatoires | Séries éliminatoires | Séries éliminatoires |
| Saison     | Équipe               | Ligue      | PJ | B                | A                | Pts              | Pun              | PJ               | B  | A                    | Pts                  | Pun                  |                      |                      |
| 2005-2006  | Otters d'Érié        | OHL        | 68 | 13               | 10               | 23               | 79               | -                | -  | -                    | -                    | -                    |                      |                      |
| 2006-2007  | Otters d'Érié        | OHL        | 56 | 24               | 21               | 45               | 99               | -                | -  | -                    | -                    | -                    |                      |                      |
| 2007-2008  | Otters d'Érié        | OHL        | 50 | 28               | 18               | 46               | 122              | -                | -  | -                    | -                    | -                    |                      |                      |
| 2007-2008  | Devils de Lowell     | LAH        | 9  | 1                | 0                | 1                | 4                | -                | -  | -                    | -                    | -                    |                      |                      |
| 2008-2009  | Otters d'Érié        | OHL        | 18 | 7                | 5                | 12               | 41               | -                | -  | -                    | -                    | -                    |                      |                      |
| 2008-2009  | Bulls de Belleville  | OHL        | 43 | 20               | 9                | 29               | 75               | 17               | 14 | 3                    | 17                   | 27                   |                      |                      |
| 2009-2010  | Devils de Lowell     | LAH        | 69 | 21               | 15               | 36               | 36               | 5                | 1  | 3                    | 4                    | 2                    |                      |                      |
| 2009-2010  | Devils du New Jersey | LNH        | 6  | 0                | 1                | 1                | 0                | -                | -  | -                    | -                    | -                    |                      |                      |
| 2010-2011  | Devils d'Albany      | LAH        | 26 | 6                | 5                | 11               | 28               | -                | -  | -                    | -                    | -                    |                      |                      |
| 2010-2011  | Devils du New Jersey | LNH        | 43 | 9                | 8                | 17               | 6                | -                | -  | -                    | -                    | -                    |                      |                      |
| 2011-2012  | Devils du New Jersey | LNH        | 29 | 4                | 3                | 7                | 12               | -                | -  | -                    | -                    | -                    |                      |                      |
| 2011-2012  | Wild du Minnesota    | LNH        | 9  | 0                | 0                | 0                | 2                | -                | -  | -                    | -                    | -                    |                      |                      |
| 2011-2012  | Devils d'Albany      | LAH        | 25 | 5                | 6                | 11               | 24               | -                | -  | -                    | -                    | -                    |                      |                      |
| 2011-2012  | Aeros de Houston     | LAH        | 13 | 3                | 3                | 6                | 8                | 4                | 0  | 1                    | 1                    | 18                   |                      |                      |
| 2012-2013  | Aeros de Houston     | LAH        | 40 | 10               | 11               | 21               | 35               | -                | -  | -                    | -                    | -                    |                      |                      |
| 2012-2013  | Whale du Connecticut | LAH        | 30 | 3                | 6                | 9                | 19               | -                | -  | -                    | -                    | -                    |                      |                      |
| 2013-2014  | EHC Munich           | DEL        | 47 | 13               | 19               | 32               | 60               | 3                | 2  | 1                    | 3                    | 0                    |                      |                      |
| 2014-2015  | SERC Wild Wings      | DEL        | 35 | 7                | 3                | 10               | 88               | -                | -  | -                    | -                    | -                    |                      |                      |
| 2015-2016  | HC Bolzano           | EBEL       | 43 | 10               | 15               | 25               | 24               | 6                | 3  | 1                    | 4                    | 2                    |                      |                      |
| 2016-2017  | HC Bolzano           | EBEL       | 46 | 14               | 14               | 28               | 22               | -                | -  | -                    | -                    | -                    |                      |                      |
| Totaux LNH | Totaux LNH           | Totaux LNH | 87 | 13               | 12               | 25               | 20               | -                | -  | -                    | -                    | -                    |                      |                      |

### En équipe nationale
| Année | Évènement            |   | PJ | B | A | Pts | +/- | Pun            |  | Résultat |
| 2011  | Championnat du monde | 6 | 2  | 1 | 3 | -1  | 0   | Huitième place |  |          |